# 假新聞

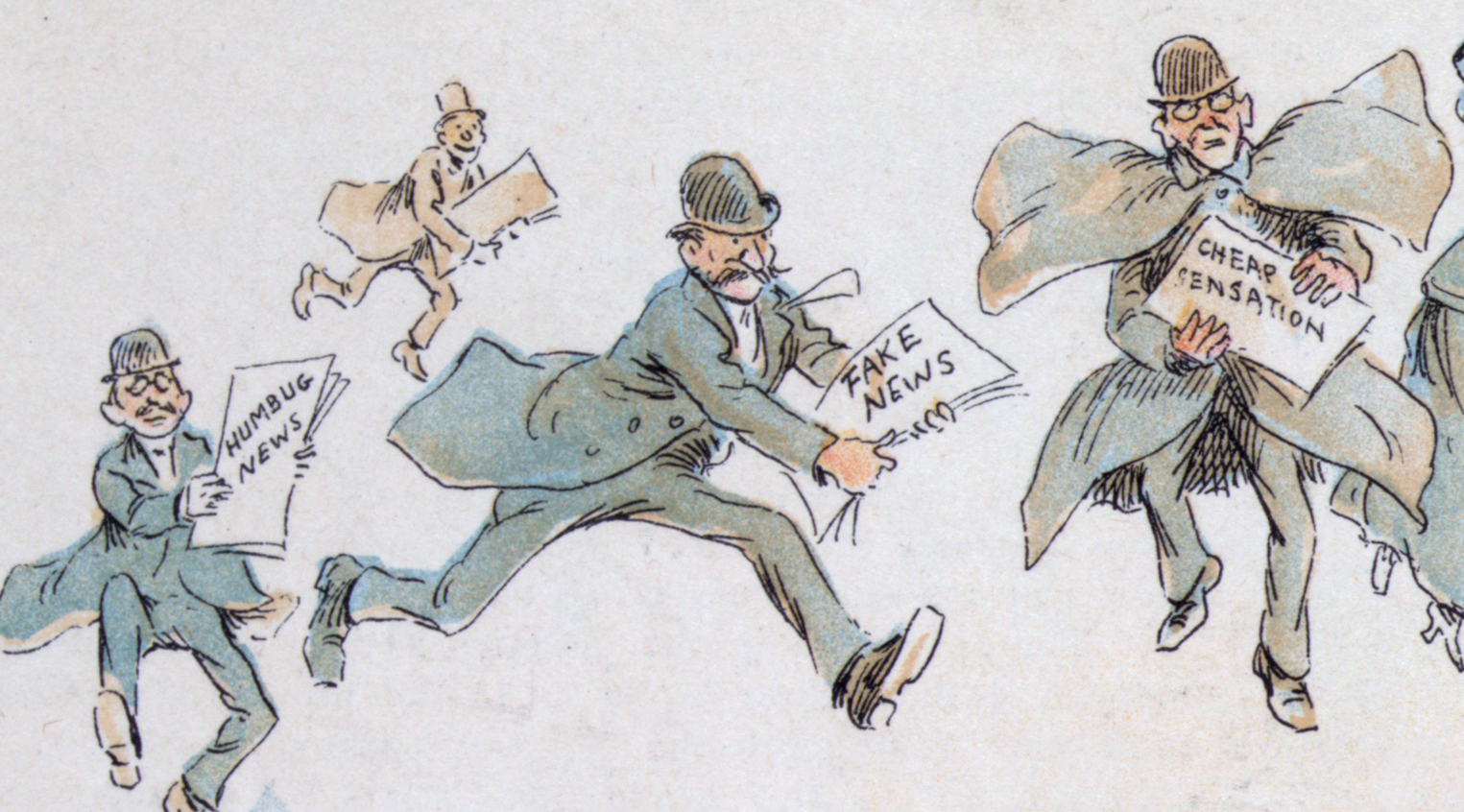
记者从弗雷德里克·伯·奥珀（Frederick Burr Opper）1894年的插图中获得各种形式的「假新闻」

假新聞（英語：Fake news）為以不實資訊誤導大眾，以帶來政治、經濟、市場、或心理得到成就感和利益的新聞或宣傳，包括通過傳統新聞媒體（印刷和廣播）或在線社交媒體傳播的故意錯誤資訊或惡作劇。這些虛假信息通常是由記者因收受利益而進行報導時引起的，這種的做法稱為支票簿新聞。這些新聞已經增加了更多假新聞或黃色新聞的數量，並經常被反饋為社交媒體中的錯誤信息，成為一種負面循環。
前美國總統唐納·川普頻繁使用“假新聞”一詞稱呼對他進行負面報導的媒體，同樣的現象也發生在所有國家，形成越來越對立和撕裂的民主社會。假新聞為了增加讀者或網路分享，常會配合吸引人的標題或是完全假造的新聞故事，也有基於事實斷章取義或是主觀誘導假新聞，都是為了達到其爭辯的目的。假新聞類似標題黨，主要都是靠所產生的廣告收入，不管內容的正確與否。假新聞容易取得廣告收入、增加政治上的兩極分化，因著社會化媒體的無所不在，經Facebook傳播假新聞的散佈有相當的關係。根據德國霍恩海姆大學的研究成果，極右翼人士特別偏好轉載假新聞。一些沒有標示維護者或編輯者的匿名網站，由於很難針對製造假新聞的作者起訴，也會成為假新聞的媒介之一。普林斯顿大學的一项研究發現，年长的人相对于年轻人较为缺乏數位素养，而更容易分享假新闻。
假新聞的相關性在後真相政治中有所增加。對於媒體機構而言，吸引觀眾訪問其網站的能力對於產生在線廣告收入是必要的。大量發布具有吸引用戶的虛假內容的故事（至少在標題上）有利於廣告商並提高評級。這些企業為了在線廣告收入，增加政治兩極分化以及社交媒體（主要是Facebook消息來源）的流行，都與假新聞的傳播有關，這些新聞與合法新聞報導競爭。快餐式的虛假新聞破壞了傳統媒體的辛苦製作的正當報導，使記者更難以報導重大新聞報導。BuzzFeed的一項分析發現，關於2016年美國總統選舉的前20個虛假新聞報導在Facebook上的點擊率超過了19個主要媒體的前20則選舉報導。匿名託管的虛假新聞網站也缺乏已知的出版商也受到批評，因為它們難以起訴假新聞的來源。此外，各國政府也多少參與故意製造和宣傳假新聞以減低敵國的影響力。
马来西亚首相马哈迪·莫哈末坦言，數碼時代已造就很多人通過網上閲讀，但無節制的數碼閲讀來源，已成為散播“假新聞”或散播其他破壞社會内容的渠道。

## 定義
假新聞是一種新詞，通常用來指捏造新聞。在傳統新聞，社交媒體或虛假新聞網站中發現的這類新聞事實上沒有任何依據。CBS節目60分鐘時事雜誌的製片人Michael Radutzky表示，他的節目認為假新聞是“可能是虛假的故事，在文化中具有巨大的吸引力（受歡迎的吸引力），並被數百萬人消費”，這些故事不僅存在於政治領域，還存在於疫苗接種，股票價值和營養等領域。
本身為記者和新聞官的作家特里·普拉切特（Terry Pratchett）是最早關注互聯網上假新聞傳播的人之一。他在1995年接受微軟創辦人蓋茲的採訪時，他說：「比如我聲稱自己是一家研究機構之類，決定推廣一篇虛假的論文，它說猶太人對第二次世界大戰負有全部責任。互聯網對信息一視同仁，它都在那裡：沒有辦法弄清楚這些東西是否有任何依據，或者是否由人杜撰」。蓋茲並不同意，認為網絡上的權威人士會把印刷品以更為複雜的方式來檢查事實和聲譽，但這正是普拉切特指出“準確地預測了互聯網將如何傳播並使假新聞合法化”。

## 歷史

### 古代
在古代，有些帝王需要為戰爭，或者掠奪資源找合適的借口。因此制作假新聞十分有必要。在西方，特洛伊木馬，就需要派人到敵方陣營裏説這是希臘人留下的聖物。再比如，為了讓某國帝王懷疑身邊的大臣，謀士會派人到那個國家散播關於某位大臣的虚假新聞，比如南宋時期，敵國會在宋朝内部制造假新聞説岳飛功勞很大，之後會危及皇權。以此破壞君臣之間的信任。中國和西方古代歷史有很多關於大臣謀反的假新聞，一般都是為了破壞内部團結而策劃的假新聞。或者是改朝換代的時候，新的統治者為了突出自己偉大，會製作假新聞抹黑前朝統治者，比如周朝抹黑商朝，商朝是否因为暴政滅亡仍然是谜。古代假新聞也會導致後人誤解歷史。

### 21世紀
2021年4月9日，歐盟信息通報部門（歐洲對外事務部的一部分）發佈的歐盟研究報告稱，從2020年12月至2021年4月，俄羅斯和中國的疫苗外交“遵循零和博弈的邏輯，並結合了虛假信息和操縱努力，破壞了對西方制造疫苗的信任。報告指出，中國官方媒體和親克里姆林宫媒體都放大了有關西方疫苗所謂副作用的内容，歪曲了國際媒體的報道并引起了轟動，並將死亡與辉瑞－BioNTech疫苗在挪威、西班牙和其他地方的聯繫起来，該報告也援引了俄羅斯的100個例子。而克里姆林宫和北京均否認歐盟的虛假信息指控。

## 特徵
假新聞一般有以下特徵：
- 釣魚式標題
- 宣傳
- 諷刺性內容
- 垃圾內容
- 誤導性的標題
- 有偏見的新聞
- 假借權威機構的名義做宣傳
- 新聞讀者難以到現場考證

First Draft News則認為假新聞有以下特徵：
- 諷刺性或模仿性內容
- 虛假連接
- 誤導性內容
- 虛假上下文
- 冒名頂替的內容
- 操縱內容
- 捏造的內容

## 剪輯
通過對真實新聞進行拼接，同時故意使用引起混淆的詞彙，是一種非常隱蔽的製造假新聞的方式。

## 識別
香港新聞工作者區家麟提出識別假新聞的幾點基本步驟，概括如下：
- 設立預警系統：不輕信令人嘩然的圖片或文章。
- 訊息源頭要清楚：判斷來源的可信度。
- 不要只看標題：可能文不對題，要看完內文才轉發。
- 留意評論：參考讀者留言澄清錯誤。
- 留意日期：留意報導日期，是否舊聞新推。
- 搜尋相片：利用Google圖片搜尋，看看是否舊相亂用，或文不對圖。
- 有片未必有真相：要判斷片段前後發生甚麼事。
- 調查及統計數據要細心讀：避免統計誤用。
- 小心斷章取義：要留意前文後理，撮錄有無扭曲。

而社交媒體Facebook亦有教導用戶如何辨識假新聞：
- 對標題持懷疑態度：如果標題裡有誇張成分，那就可能是假新聞。
- 仔細查看網址：把網站和已經保存的可信來源網站進行對比。
- 確認新聞來源：確認所有的新聞都是由可信賴的新聞機構或記者撰寫。
- 留意排版：許多假新聞網站都會有詞語的拼寫錯誤和奇怪的排版，仔細閱讀你就可以看到這些問題。
- 留意圖片：把圖片放在搜尋引擎上查找確認它的來源。
- 檢查日期：假新聞可能包括沒有任何意義的時間訊息，或者相關事件的日期已被更改。
- 查找資料來源：檢查作者使用的資料來源是否準確真實，缺乏證據或援引不具名人士的訊息就表示這是一則假新聞。
- 查找相關新聞：一個新聞事件往往會有多個相關報導，如果相關訊息能查到多個新聞報導，且有多個可信任的機構報導，那這新聞可能是真實的。
- 判斷新聞是否是個笑話：仔細查看新聞細節和文風，看看是否為了開玩笑而寫。
- 只分享自己相信的訊息：沒有確認新聞的真實性之前，不應在網路上分享。

## 各地假新聞流傳情況及應對方法

### 台灣
針對台灣假新聞在網路推波助瀾下影響力更爲廣大，2017年中華民國國家教育研究院與行政院政務委員唐鳳推動針對辨識假新聞提出基礎教育相應的教學，協助培養媒體素養能力。
2018年9月，燕子颱風重創日本關西國際機場，並導致機場關閉，上千名旅客被困。當時網路上盛傳「中國領事館派車到機場接中國旅客」，後來被證實為假訊息，也被認為可能間接導致臺北駐大阪經濟文化辦事處處長蘇啟誠自殺。國立臺灣大學新聞研究所教授王泰俐認爲，台灣2018年底的縣市長選舉是「台灣第一次經歷大規模假新聞的侵襲」。王泰俐的全國性調查研究顯示，此次選舉對選民影響較大的假新聞有「蔡英文總統八月赴中南部勘災乘坐裝甲車，不但沒有親自下水，還令裝甲兵荷槍實彈，高規格保護她」和日本關西機場假新聞。
2019年2月3日，旅居台灣的日本作家本田善彥形容，台灣南部地下電台「長年來一天到晚邊賣假藥、邊散播假消息，老早已達到『信者恆信，不信者恆不信』的無我境界」。
2020年，台灣事實查核中心查核了多個有關2020年中華民國總統選舉有作票行為的假新聞。

### 日本
日本「關西國際機場」上月遭強颱燕子重創後關閉，上千名旅客受困，日本媒體紛紛在滿月時推出相關報導，《讀賣新聞》則在4日以「假新聞動搖台灣」為題，大篇幅報導了當時在網路上盛傳的「中國領事館派車到機場接中國旅客」但後來證實是子虛無有的假消息，卻被認為可能間接造成了台灣駐日本大阪代表蘇啓誠自殺的悲劇。
日本有法律提防假新聞內容，於《媒體法》第四條第一項第三款明文規定，電視廣播媒體有責任確保其播報之新聞事實之正確性，且各媒體內部均應設有新聞內容審議小組，負責審查新聞報導內容之適當性。
若新聞報導之內容悖離事實，且因該新聞而權利受侵害之人在報導日起三個月內向該媒體投訴，則該媒體應立即調查報導之真實性。當調查之結果發現報導確實悖離事實，該媒體應於調查發現之日起二日內，以適當方法、經由同一報導管道，更正或撤回錯誤之報導（同法第九條第一項參照）。違反上開規定之媒體，最重可處五十萬日幣罰鍰（同法第186條第一項參照）。當電視廣播媒體主動發現其報導內容中含有與事實不相符的內容時，亦必須採取相同之更正或撤回措施，以防止散佈假新聞（同法第九條第二項參照）。

### 美國
2003年5月11日，《纽约时报》在头版刊文，表示其下记者杰森·布莱尔多年在新闻报道中造假。
2016年美国总统选举后，假新闻成为了一个全球话题，数十亿人广泛认识。
牛津大学牛津网络学院的教授菲力普·霍華德研究了竞选前美国的网络流量。他发现针对密歇根的大约所有新闻中的一半都是虚假或垃圾内容，而另一半来自真实专业新闻来源。
根据BuzzFeed，在总统竞选活动的最后三个月中，Facebook上前20篇虚假的竞选相关文章中有17篇是反克林顿或亲特朗普的。Facebook用户与这些内容的互动相较来自真实新闻机构的报道更为频繁。
美国总统唐納·川普频繁使用「假新闻」一词称呼传统新闻媒体，其中单独针对CNN。语言学家喬治·萊考夫说这制造出了对该词的含义的困惑。根据CBS的《60分鐘時事雜誌》，特朗普总统可以使用假新闻一词称呼任何新闻，不论其是否是确切或负责的，只要他不同意新闻的内容。
2016年12月，一位持枪的北卡罗来纳男子——埃德加·麦迪逊·韦尔奇，前往华盛顿特区，并在Comet Ping Pong披萨店开枪，原因是受到一则指控民主党领导人在披萨店中运行一个恋童团伙的网上假新闻故事（美國媒體以「比薩門」一詞稱之）驱使。这类故事倾向于迅速爆红。例如Facebook的社交媒体网站，在假新闻的传播中起重要作用。这类系统展示给用户反映他们兴趣和浏览历史的内容，以致虚假或误导性的新闻。在与检察官认罪协商后，韦尔奇对跨州运输武器的联邦指控和使用危险武器袭击的哥伦比亚特区指控认罪。在2017年6月22日韦尔奇被判四年监禁并同意赔偿饭店损失了的5744.33美元。
2016年底，媒體揭露在2016年美國總統選舉期間，一些美國保守主義網站上支持唐納·川普的假新聞來自北馬其頓小城韋萊斯，因此該市又被稱為「假新聞樞紐」。
2021年9月13日，环球电讯社发布通稿称沃尔玛宣布与莱特币合作，文章经过路透社、CNBC等转发，莱特币价格出现大幅的波动，后相关方做出澄清是假新闻。

### 中國大陆

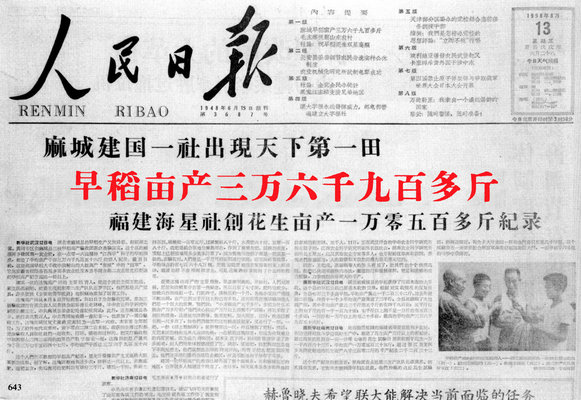
人民日報有關湖北麻城創出早稻畝產36956斤記錄的報導

大跃进期间，衆多媒体如《人民日报》曾就各地粮食产量展开了虚假报道，如1958年8月13日报道湖北省麻城县水稻亩产达到了36900斤。
1992年至1993年，《人民日报》、中央人民广播电台、《经济日报》等先后正面报道了水变油事件，其中《经济日报》称水变油是继传统四大发明以来的中国第五大发明。后来水变油技术被认为是骗局和伪科学，1998年发起人王洪成被判处10年有期徒刑。
中国社会科学院新闻与传播研究所于2015年6月24日发布了报告——《中国新媒体发展报告（2015）》。报告显示，有近六成“假新闻”首发于微博，“三低人群”（低学历、低年龄和低收入）依旧是微博主力军；周二是一周之中微信“谣言”传播的高峰，食品安全、人身安全、疾病、健康养生、防骗、金钱和亲子七类主题的“谣言”数量最多。
2016年2月，中国国家互联网信息办公室指当时在中国网络上热议的数篇文章都是虚假信息，对构成违法违规的将追究责任。发言人姜军还表示要“针对虚假信息、非法网络营销等近期较为突出的问题开展专项整治工作。”同年4月，中国国家新闻出版广电总局发出通报，列举了对15家中国媒体的查处情况。
2021年8月，中国共产党中央宣传部召开电视电话会议，会议指出要发起“打击新闻敲诈和假新闻”的行动。这场运动将针对新闻单位及其人员、网络平台、公众账号以及社会组织与个人的“非法新闻活动”，并由10个政府部分联合开展，包括中央宣传部、中央网信办、最高人民法院、最高人民检察院、工业和信息化部、公安部、国家税务总局、国家市场监管总局、国家广电总局、中华全国新闻工作者协会。

### 印度
自2017年5月起，印度各地陸續出現因WhatsApp謠言而引致市民無辜致死的事件。當時，印度一個農村流傳一個在WhatsApp上散布的假消息，結果開展了如同中世紀的「獵巫行動」，導致7人枉死。而在2018年6月，WhatsApp及社交媒體流傳兩名29歲及30歲男子綁架及販賣兒童的消息，結果該兩男子在一條村落遭村民毆打至死。同年7月，印度有鄉村居民在WhatsApp收到訊息，流傳附近地區會有綁匪出現，呼籲民眾格外留神。民眾對消息不虞有詐，其後看到5名可疑人士，便認為他們就是消息所指的綁匪，於是聯群將他們打死。
印度政府曾經就當地的假新聞問題提出修例，新聞記者若「製造或傳播虛假新聞」，經由印度人民黨組成的委員會審訊後，有可能被暫停或永久取消記者資格。但修例引起記者和當地反對派強烈不滿，認為新規定是政府在當地的2019年大選前意圖箝制新聞自由的手段，總理莫迪只好撤回草案。
面對假新聞在印度的流傳，印度媒體Media Nama的創辦人兼總編輯帕瓦認為WhatsApp未必知道假資訊是如何傳播，因此政黨容易就可在平台上散播錯誤消息，而且沒有人能追蹤資訊來源。而在2019年印度大選來臨前，當地的WhatsApp增加了Fact Check（即事實檢查）的功能，打擊當地的假新聞現象，而當地的Facebook亦刪除了高達700多個帖子。

### 歐盟國家
2018年12月《明镜》周刊报道，旗下记者克拉斯·雷洛蒂斯在过去数年多年制造假新闻。
有鑑於假新聞流傳會影響2019年歐洲議會選舉結果，歐盟遂決定打擊社交平台上的假新聞。法國政府亦建議設立「打假法」以打擊假新聞，雖然法案引起不少質疑和反對，但最後仍獲法國國會通過。而在德國，政府於2017年亦計劃要求網絡社交媒體，若發現有使用者發放假新聞及仇恨言論，必需在24小時內刪除，否則可面臨最高達5000萬歐元罰款，並於2018年實施。

### 英国
在英格兰国王爱德华一世（1272-1307年）时期，通过了一项法规，规定编造或散布主教、公爵、伯爵、男爵或领地贵族的任何虚假消息都是严重的罪行。
1702年，安妮女王颁布了一份公告，“用于限制传播虚假新闻、限制印刷和出版非宗教和煽动性文件以及限制诽谤”。
2016年12月8日，英国秘密情报局（MI6）局长亚历克斯·杨格在MI6总部向记者发表演讲，他称假新闻和政治宣传破坏了民主。杨格说，MI6的任务是打击政治宣传和假新闻，以向本国政府提供信息战领域的战略优势，并协助包括欧洲在内的其他国家。他称这种网上的假新闻政治宣传方法是“对我们主权的根本威胁”。杨格说，所有持民主价值观的国家都应该对假新闻感到同样的担忧。
然而，“假新闻”的定义在英国一直存在争议，比如政治讽刺被视为英式幽默的重要元素。克莱尔·沃德尔博士建议一些英国议员不要在某些情况——“描述信息紊乱的复杂性时”——使用该词，因为“假新闻”一词“非常不适当”。
“假”和“新闻”这两个词都不能有效地描述这个被污染的信息生态系统。在这个议题的讨论中，很多被用作例子的内容并不是假的，它们是真实的，但却被断章取义或操纵。同样，要理解整个被污染信息的生态系统，我们需要考虑的远不止是模仿“新闻”的内容。
2020年10月，一个恶搞的Twitter账号散播了一个恶作剧声明，关于所谓的Woolworths门店重开。该消息被包括《每日邮报》和《每日镜报》（以及后者的地区性姊妹报）在内的新闻网站在未经核实的情况下重复报道。

### 俄羅斯
2019年3月，俄羅斯通過了一項禁止網站傳播虛假信息的新法案。除了處理假新聞外，新立法還會懲罰任何來源或網站發布侮辱國家，政府象徵或其他政治人物的材料。

### 新加坡
2019年5月，新加坡国会通过打假新闻法令，新法赋予政府官员可以命令社交媒体网站在当局认为虚假贴文旁放置警告，甚至可要求移除相关内容。判定违法的企业及个人将罚款100万新元和10年徒刑，法令于10月1日生效。

### 加拿大
2016年11月，加拿大政府部門開始留意互聯網上假新聞的傳播，並討論幫助當地報章打擊假新聞。國會議員Hedy Fry指出因互聯網上的發布者比印刷媒體的責任少，因此容易出現假新聞。國會對假新聞的討論包括了互聯網上假新聞氾濫以及加拿大報章資源減少，以至對加拿大民主的影響。Facebook的代表參與了會議並告知國會議員，Facebook有義務幫助人們在互聯網上收集資料。
2017年1月，Kellie Leitch的保守黨活動承認傳播假新聞，包括謊稱總理Justin Trudeau正在資助哈馬斯。活動經理表示他散播假新聞為了引起負面反應，以便確認哪些不是“真正的”保守派人士。
目前，加拿大並沒有法律禁止傳播不正確的信息，除非該信息有誹謗性質。加拿大刑法第181條禁止散播假新聞，但加拿大最高法院於1992年宣布該條款違憲。現時，並沒有專門打擊假新聞的法律。加拿大政府在各種官方網頁提供法律信息資源。

### 香港
香港法例《公安條例》曾有針對假新聞的法律條文，但於1987年廢除。此前曾於六七暴動期間用以對付左派傳媒如新晚報、田豐日報及香港夜報。
香港浸會大學新聞與社會研究所總監李文認為，假新聞的流行令社會陷入集體的信任危機，最終導致民意的極化和社會撕裂。這一點在反修例風波中已體現得淋漓盡致。無論是親泛民群體堅稱但是缺乏實際證據的「太子站打死人」事件、或是親建制派群體中指控示威者「收錢上街」等，假新聞無疑都在為香港近年政治化的社會火上澆油。浸大事實查核中心經理曾姿穎的學術研究發現，受眾的個人立場會影響其對記者動機的評估，進而影響對報道是否為假新聞的判斷。研究結果顯示，對於內容和設計完全一樣的新聞，條例支持者認為，記者在鼓吹個人立場、試圖影響輿論，因此判斷《蘋果日報》的帖文是假新聞；而條例反對者會認為記者在保護當權者，判斷《大公報》的帖文是假新聞。
2019年反送中運動期間，Facebook與法新社合作，查找在Facebook及其他社交媒體內的假新聞內容，並撰寫超過30個查證報告，發現親北京、親香港特區政府和支持香港警察的羣組較多發出假消息。其後Facebook曾多次移除和《文匯報》關係密切的建制派網上媒體點新聞的Facebook專頁。HKG報和港人講地亦被指發布虛假信息。。香港政治學者沈旭暉分析，支持官方論述的假新聞與文化大革命時期的情況有多個相似之處，他認為是香港文革2.0的一部份。
另外於6月，風波期間網上有一段影片（致年青人：你們沒上街的父母根本沒有愛過你），影片中一個自稱曾參與反對《逃犯條例修訂草案》的遊行示威、承受過警方催淚彈的名為「Louis Yuen」的90後批鬥香港父母，影片被包括《文匯報》在內的香港建制派網絡平台和媒體引用，但隨即有人質疑影片的真確性，亦有聲音批評「有建制派人士甚至中國共產黨企圖假借年輕人的名義、採取激進言辭挑起世代矛盾和故意分化香港人，重施中國共產黨在掌權之初製造假新聞的手法，散播假新聞企圖離間反對《逃犯條例修訂草案》的群眾」。
2019年9月，一名男子潘榕偉以「金正恩」作為網名，於網上社文媒體發布虛假內容的帖文，訛稱有被捕人在新屋嶺扣留中心遭香港警方及愛國人士虐待、暴打、甚至被強姦及輪姦、殺害，並鼓吹網民包圍新屋嶺扣留中心。其後，潘榕偉因煽惑他人非集法結被捕。他在庭上接受審訊時承認，他對警方及愛國人士的指控均是他憑空捏造，是屬於虛假不實的指控。他坦言自己這樣做的目的是希望得到別人關注，想「呃like」。
COVID-19疫情期間，有不少市民基於假新聞作出錯誤決定，例如2020年3月的「搶米潮」。不少東南亞國家因應疫情推行出口禁令，有謠傳越南、泰國等地將會暫停對港供應食米，雖然商界人士、消委會齊齊澄清，但依然出現多區民眾恐慌性囤購食米、超市貨架被搶購一空的情況。
2021年4月22日，香港外國記者會去信警務處處長鄧炳強，要求澄清如何界定假新聞及如何保障新聞自由。警察公共關係科總警司郭嘉銓在4月24日代為回信，信中無直接回應界定假新聞的標準，但表示一向尊重言論、新聞及出版自由，同時強調「無人可凌駕法律」。

### 马来西亚
2021年7月，独立新闻中心 (Centre for Independent Journalism，CIJ) 与全球虚假信息指数 (Global Disinformation Index，GDI) 公布对马来西亚31个英语、马来语以及中文新闻网站的三个主要评估方向；网站内容的可靠性、网站运营的所有权以及事实复查和平衡报导的研究分析报告，显示出若根据刊登不实讯息的风险评估，有23个（74%）的网站是属于中度风险，其中6个网站获得低风险级别的良好的评分，而两个网站被归类为「高风险」。但是，没有任何网站属于「最大风险」和「最小风险」类别。高风险的网站往往使用耸人听闻的标题，运营不透明，经常提供不准确的消息。
2021年8月11日，《当今大马》公布从2019至2020年香港反送中示威运动期间，假讯息运动如何登陆马来西亚，又如何在本地网络社群散播蔓延的调查报告。《当今大马》从2019年6月（反送中运动开端）至2020年3月追踪假讯息的源头和传播情况（仅限于中文媒体），指出主流中文媒体在报道反送中新闻时，很多时候都是直接转载外媒，包括显然偏袒、具有高度党派色彩、及对示威活动不实报道的媒体。
比较著名的例子是2019年11月12日《环球时报》刊登一则题为《救救孩子！暴徒恐吓警察子女，袭击校车后，我们对话了多位香港妈妈》的新闻（后来证实是假新闻），马来西亚3个主流中文报章也转载了这个新闻。其中《星洲日报》在其拥有超过160万人粉丝的面子书专页贴出该新闻，并附上耸动标题而受到读者质疑，迫使《星洲日报》一度更改新闻标题。最终《星洲日报》在隔日承认在未完成证实之前就转述该报导，并且在面子书上公开道歉。而根据社交媒体分析工具Crowdtangle，《星洲日报》首个面子书贴文在社交媒体平台，吸引接近4000次的互动，包括超过1900次的分享。但第二个带有道歉声明的贴文，则只有三分之一的互动数量，和仅仅184次分享。这是因为错误版本的新闻已经通过其他面子书专页散播和广传，包括一些拥有上万名会员的公共群组。
另一种情况则是由中国官媒发布假新闻后，再获得本地面子书专页进一步传播。例子如2019年8月7日香港《文汇报》刊登一则题为《黃之鋒羅冠聰等會洋婦密斟美亂港「幕後黑手」疑曝光》的短篇新闻。该篇报导受到包括《凤凰网》和《中新网》，以及中国国际广播电台马来版与中国驻马来西亚大使馆官方帐号的转载，而网民更是将这些贴文转发至超过10个面子书公共群组。马来西亚4个主流中文报章也跟随相关报导，不过除了《南洋商报》是原文转载之外，其他媒体都纳入了黄之锋的反驳声明。《东方日报》国际组主任廖慧音对于上述情况坦言，基于必须赶时效和即时报导新闻，在处理国际新闻时无法亲自逐一查证，只能仰赖当地的媒体报道，因此会不慎出错。另一名前中文报章国际组编辑黄康伟评论马来西亚的政治倾向和本地中文报章的保守作风，导致媒体必须采纳自己定下的正规和可信媒体的报导，若媒体领导层（例如世华媒体集团）是比较亲中，那么报章就会多写一些亲中国新闻。
面子书是马来西亚最严重的假消息来源，无论是亲中国官媒与反中共团体都曾在面子书不停转发高度煽动和夸张标题的影片、文章和新闻报道。尽管香港警察和示威者都在反送中运动期间皆有诉诸过多武力的情况，但许多有关反送中新闻的帖子和留言，绝大部分都是反示威者和亲中的声音，而贴文来源多数依赖于中港官方媒体的报道，但反中媒体如《大纪元时报》等则不为本地中文媒体承认为「官方资讯」，因此亲示威者的声音较少。而调查也发现，一些著名面子书专页会同步和交叉发布（cross sharing）同一则贴文，借此扩大传播相关讯息，当中不乏内容农场，甚至组队发动网络攻击。

### 腳註
1. 1 2 3 4  Hunt, Elle. . The Guardian. 2016-12-17  [2017-01-15]. ISSN 0261-3077. （原始内容存档于2017-02-22） （英国英语）.
2. 1 2 3 4  Tufekci, Zeynep. . Wired. 2018-01-16  [2019-08-04]. （原始内容存档于2018-09-23）.
3. ↑  Soll, Jacob. . POLITICO Magazine. 2016-12-18  [2019-03-25]. （原始内容存档于2020-04-11） （英语）.
4. ↑  Himma-Kadakas, Marju. . Cosmopolitan Civil Societies: An Interdisciplinary Journal. July 2017, 9 (2): 25–41. doi:10.5130/ccs.v9i2.5469.
5. ↑  Lind, Dara. . Vox. 2018-05-09  [2018-05-10]. （原始内容存档于2019-06-18）.
6. ↑  Murphy, Jennifer. . libraryguides.vu.edu.au.   [2018-08-12]. （原始内容存档于2018-08-12） （英语）.
7. ↑  Woolf, Nicky. . The Guardian. 2016-11-11  [2017-01-15]. ISSN 0261-3077. （原始内容存档于2017-09-09） （英国英语）.
8. ↑  洪聖斐. . 新頭殼. 2017-08-03  [2017-08-04]. （原始内容存档于2017-08-04）.
9. ↑  Callan, Paul. . CNN.   [2017-01-15]. （原始内容存档于2017-01-15）.
10. ↑  Guess, Andrew; Nagler, Jonathan; Tucker, Joshua. . Science Advances. 2019-01-09, 5 (1): eaau4586. doi:10.1126/sciadv.aau4586.
11. ↑  Woolf, Nicky. . The Guardian. 2016-11-11  [2017-01-15]. （原始内容存档于2017-09-09）.
12. ↑  Carlos Merlo, , Univision Noticias, 2017  [2019-08-05], （原始内容存档于2019-06-20）
13. ↑  Chang, Juju; Lefferman, Jake; Pedersen, Claire; Martz, Geoff (November 29, 2016). "When Fake News Stories Make Real News Headlines" （页面存档备份，存于）. Nightline. ABC News.
14. ↑  Callan, Paul. . CNN.   [2017-01-15]. （原始内容存档于2017-01-15）.
15. ↑  . POLITICO. 2017-09-14  [2017-09-15]. （原始内容存档于2017-09-15） （美国英语）.
16. ↑  汉良. . 马来西亚诗华日报新闻网.   [2021-01-23] （中文（中国大陆））.
17. ↑  . 光华网.   [2021-01-23] （美国英语）.
18. ↑  . 東方網 馬來西亞東方日報.   [2021-01-23]. （原始内容存档于2021-08-20） （中文（简体））.
19. ↑  . The New York Times. 2017-04-03  [2019-08-04]. （原始内容存档于2019-04-03）. Fake news – a neologism to describe stories that are just not true, like Pizzagate, and a term now co-opted to characterize unfavorable news – has given new urgency to the teaching of media literacy
20. ↑  H. Allcott; M.Gentzkow.  (PDF). Journal of Economic Perspectives. 2017, 31 (2): 211–236  [2017-05-03]. doi:10.1257/jep.31.2.211. （原始内容存档 (PDF)于2017-10-18）.
21. ↑  Lazer, David M. J.; Baum, Matthew A.; Benkler, Yochai; Berinsky, Adam J.; Greenhill, Kelly M.; Menczer, Filippo; Metzger, Miriam J.; Nyhan, Brendan; Pennycook, Gordon. . Science. 2018-03-09, 359 (6380): 1094–1096  [2019-08-04]. ISSN 0036-8075. PMID 29590025. doi:10.1126/science.aao2998. （原始内容存档于2018-04-10） （英语）.
22. ↑  Alison Flood. . The Guardian. 30 May 2019  [2019-08-08]. （原始内容存档于2019-11-09）.
23. ↑  . Reuters. 2021-04-28  [2021-05-06]. （原始内容存档于2021-05-26）.
24. ↑  Welle (www.dw.com), Deutsche. . DW.COM.   [2021-05-06]. （原始内容存档于2021-05-24） （中文（中国大陆））.
25. ↑  hermesauto. . The Straits Times. 2021-04-29  [2021-05-06]. （原始内容存档于2021-05-06） （英语）.
26. ↑  . Webwise.ie. 2018-06-21  [2019-03-25]. （原始内容存档于2019-07-02） （英国英语）.
27. ↑  Wardle, Claire. . firstdraftnews.org. 2017-02-16  [2017-04-22]. （原始内容存档于2019-07-10）.
28. ↑  區家麟. . 香港01博評. 2017-01-04  [2017-04-07].
29. ↑  .   [2019-08-08]. （原始内容存档于2020-12-01）.
30. ↑  .   [2017-04-12]. （原始内容存档于2019-03-13） （英语）.
31. ↑  梁珮綺. . 《自由時報電子報》. 2016-05-06  [2017-08-22]. （原始内容存档于2017-08-04）.
32. ↑  李秉芳. . 關鍵評論. 2018-10-06  [2018-11-04]. （原始内容存档于2018-11-04）.
33. ↑  . 信傳媒. 2018-09-17  [2018-11-04]. （原始内容存档于2018-11-04）.
34. ↑  . 風傳媒. 2018-09-16  [2018-11-04]. （原始内容存档于2018-11-04）.
35. ↑  汪淑芬. . 《中央社》. 2018-09-19  [2018-11-04]. （原始内容存档于2018-11-04）.
36. ↑  王泰俐.  (PDF). 臺灣民主季刊. 2019, 16 (3): 155–161  [2022-03-13]. （原始内容 (PDF)存档于2022-05-24） （中文（臺灣））.
37. ↑  本田善彥. . 《亞洲週刊》第33卷5期. 2019-02-03.
38. ↑  . 台灣事實查核中心.   [2020-12-18]. （原始内容存档于2020-10-27）.
39. ↑  李秉芳. . TNL The News Lens 關鍵評論網. 2018-10-06  [2024-08-05]. （原始内容存档于2018-11-04） （中文（臺灣））.
40. ↑  李明蓉. . 各國防制假訊息相關法制研究. 2020: 126  [2024-08-05]. （原始内容存档于2024-08-31）.
41. ↑  程晓鸿. . 新浪新闻. 中国新闻周刊. 2003-05-22  [2021-09-25]. （原始内容存档于2021-11-21） （中文）.
42. ↑  惠开. . 新浪. 南方日报. 2003-05-23  [2021-09-25]. （原始内容存档于2021-10-13） （中文）.
43. ↑  . 纽约时报. 2003年5月11日  [2021-09-23]. （原始内容存档于2021-12-23） （英语）.
44. ↑  Leonhardt, David; Thompson, Stuart A. . New York Times. 2017-06-23  [2017-06-23]. （原始内容存档于2017-06-23）.
45. ↑  Qui, Linda. . New York Times. 2017-04-27  [2017-06-25]. （原始内容存档于2017-06-22）.
46. ↑  Kessler, Glenn; Lee, Michelle Ye Hee. . Washington Post. 2017-05-01  [2017-06-25]. （原始内容存档于2017-06-24）.
47. ↑  Drinkard, Jim; Woodward, Calvin. . Chicago Tribune. 2017-06-24  [2017-06-25]. （原始内容存档于2017-06-25）.
48. ↑  . JSTOR Daily. 2016-11-29  [2017-01-15]. （原始内容存档于2017-01-16）.
49. ↑  . BBC News. 2016-11-03  [2017-03-28]. （原始内容存档于2017-11-23）.
50. ↑  . The Somerville Times. 2017-01-11  [2017-03-28]. （原始内容存档于2017-10-18）.
51. 1 2  . CBS News. 2017-03-26  [2017-03-27]. （原始内容存档于2018-01-05）.
52. ↑  . CBS News. 2016-11-17  [2017-05-05]. （原始内容存档于2017-12-23）.
53. ↑  . Fox News. 2017-02-16  [2018-01-13]. （原始内容存档于2018-01-22）.
54. ↑  . NPR.   [2017-02-19]. （原始内容存档于2017-12-29）.
55. ↑  . PolitiFact.com.   [2017-01-15]. （原始内容存档于2016-12-01）.
56. ↑  . NPR.org.   [2017-06-28]. （原始内容存档于2017-06-22） （英语）.
57. ↑  . BBC News. 2016-12-05  [2022-06-23]. （原始内容存档于2018-07-20） （英国英语）.
58. ↑  Oxenham, Simon. . www.bbc.com. 2019-05-29  [2022-06-23]. （原始内容存档于2022-06-23） （英语）.
59. ↑  . Reuters. 2021-09-14  [2021-09-14]. （原始内容存档于2021-09-17） （英语）.
60. ↑  . 自由時報. 2021-09-14  [2021-09-14]. （原始内容存档于2021-10-12）.
61. ↑  Macheel, Tanaya. . CNBC. 2021-09-13  [2021-09-14]. （原始内容存档于2021-11-26） （英语）.
62. ↑  . 财新网.   [2021-09-15]. （原始内容存档于2021-09-14）.
63. ↑  田中阳主编. . 长沙：湖南教育出版社. 2006-11: 138–139. ISBN 7-5355-5018-5.
64. ↑  郭正谊主编. . 广州：中山大学出版社. 1996: 156–159. ISBN 7-306-01144-8.
65. ↑  赵光霞. . 人民网. 2015-06-24  [2022-03-12]. （原始内容存档于2015-07-30） （中文（中国大陆））.
66. ↑  . BBC中文. 2015-06-24  [2022-03-12]. （原始内容存档于2021-05-10） （中文（中国大陆））.
67. ↑  . BBC中文. 2016-02-26  [2022-03-12]. （原始内容存档于2020-11-09） （中文）.
68. ↑  . BBC中文. 2016-04-23  [2022-03-12]. （原始内容存档于2017-03-25） （中文）.
69. ↑  Masha Borak; Xinmei Shen. . 南华早报. 2021-08-05  [2022-03-12]. （原始内容存档于2021-12-16） （英语）.
70. ↑  . 德国之声. 2021-08-06  [2022-03-12]. （原始内容存档于2021-12-02） （中文）.
71. ↑  楊紫微. . 香港01. 2017-06-22  [2019-08-03]. （原始内容存档于2019-08-03）.
72. ↑  . 明報. 2018-12-31  [2019-08-03]. （原始内容存档于2019-08-03）.
73. ↑  梁凱怡. . 香港01. 2018-07-05  [2019-08-03]. （原始内容存档于2019-08-03）.
74. ↑  梁凱怡. . 香港01. 2018-04-04  [2019-08-04]. （原始内容存档于2019-08-03）.
75. ↑  馮翠山. . 香港01. 2018-05-16  [2019-08-04]. （原始内容存档于2019-08-03）.
76. ↑  . 香港經濟日報.   [2019-08-05]. （原始内容存档于2021-08-20）.
77. ↑  印度大選假新聞滿天 臉書刪7百帳號 （页面存档备份，存于），台灣華視新聞，2019-04-08
78. ↑  . BBC News. 2018-12-19  [2021-09-25]. （原始内容存档于2021-11-09） （英国英语）.
79. ↑  Fichtner, Ullrich. . Der Spiegel. 2018-12-20  [2021-09-25]. ISSN 2195-1349. （原始内容存档于2021-12-23） （英语）.
80. ↑  林育立. . tw.news.yahoo.com. 中央通訊社. 2018-12-23  [2021-09-25]. （原始内容存档于2021-09-25） （中文（臺灣））.
81. ↑  高源樺. . 香港01. 2018-04-02  [2019-08-03]. （原始内容存档于2019-08-03）.
82. ↑  陳奕謙. . 香港01. 2018-01-04  [2019-08-03]. （原始内容存档于2019-08-03）.
83. ↑  王海如. . 香港01. 2018-07-05  [2019-08-03]. （原始内容存档于2019-08-03）.
84. ↑  歐敬洛. . 香港01. 2017-04-06  [2021-12-29]. （原始内容存档于2021-08-02）.
85. ↑  胡元輝 數位屠殺 vs.慢性自殺──管制假新聞的民主試煉 （页面存档备份，存于），端傳媒，2018-06-29
86. ↑  Williams, Charles Mallory; Williams, Cora May. . Macmillan. 1892: 492  [2020-01-28]. ISBN 9780837067186. （原始内容存档于2021-02-21）.
87. ↑  Queen Anne. . 1702  [2021-04-10]. （原始内容存档于2021-01-11）.
88. ↑  Waterson, Jim (December 8, 2016), "MI6 Chief Says Fake News And Online Propaganda Are A Threat To Democracy" （页面存档备份，存于）, BuzzFeed, retrieved December 11, 2016.
89. ↑  O'Grady, Sean (February 9, 2017). "The term 'fake news' isn't just annoying, it's a danger to democracy" （页面存档备份，存于）. The Independent. Retrieved March 5, 2017.
90. ↑  Hern, Alex. . The Guardian. 7 February 2018  [1 August 2018]. （原始内容存档于2021-02-28）.
91. ↑  Waterson, Jim. . The Guardian. 28 October 2020  [28 October 2020]. （原始内容存档于2020-12-08）.
92. ↑  April 30, Rev Ben Johnson •; 2019. . Acton Institute PowerBlog. 2019-04-30  [2019-04-30]. （原始内容存档于2019-04-30） （美国英语）.
93. ↑  . www.aljazeera.com.   [2019-04-30]. （原始内容存档于2019-04-29）.
94. ↑  . RFI - 法国国际广播电台. 2019-10-02  [2019-10-03]. （原始内容存档于2020-04-21） （中文（简体））.
95. ↑  Cheadle, Bruce. . CTVNews. 2016-11-17  [2019-12-07]. （原始内容存档于2020-11-02） （英语）.
96. ↑  . www.macleans.ca.   [2019-12-07]. （原始内容存档于2020-11-12）.
97. ↑  Ahmad, Tariq. . www.loc.gov. 2019-04  [2019-12-07]. （原始内容存档于2020-11-11）.
98. ↑  余鴻健. . 印藝241期.   [2019-10-14]. （原始内容存档于2020-11-02）.
99. 1 2  楊瀅瑋. . 香港01. 2021-04-26  [2021-05-12]. （原始内容存档于2021-05-18） （中文（香港））.
100. ↑  . 香港蘋果日報.   [2019-10-14]. （原始内容存档于2019-10-13）.
101. ↑  . 立場新聞.   [2019-11-13]. （原始内容存档于2019-08-14） （英语）.
102. ↑  張嘉敏. . 香港01. 2019-09-14  [2019-11-13]. （原始内容存档于2021-11-08） （中文（香港））.
103. ↑  . RFI - 法國國際廣播電台. 2019-06-27  [2020-01-02]. （原始内容存档于2020-04-21） （中文（繁體））.
104. ↑  . 《香港01》.   [2021-01-11]. （原始内容存档于2020-11-11）.
105. ↑  . 立場新聞. 2021-04-24  [2021-04-24]. （原始内容存档于2021-05-01）.
106. ↑  admin, Aliran. . Aliran. 2021-07-16  [2021-11-14]. （原始内容存档于2021-11-14） （英国英语）.
107. 1 2 3 4  . pages.malaysiakini.com. 当今大马. 2021-08-11  [2021-09-24]. （原始内容存档于2021-10-07） （中文）.
108. ↑  . zh-cn.facebook.com.   [2021-09-24] （中文（简体））.
109. ↑  .   [2021-07-03]. （原始内容存档于2021-04-29） （中文（中国大陆））.
110. ↑  . www.facebook.com.   [2021-09-24] （英语）.
111. ↑  . www.enanyang.my. 2019-08-08  [2021-09-24] （中文（简体））.

### 其他
- Bounegru, Liliana; Gray, Jonathan; Venturini, Tommaso; Mauri, Michele. . Amsterdam: Public Data Lab. 2018-01-08  [2019-08-04]. （原始内容存档于2019-07-15）. An open access guide exploring the use of digital methods to study false viral news, political memes, trolling practices and their social life online.
- Young, Kevin. . Graywolf Press. 2017. ISBN 978-1555977917.